# Hacienda Miramar
Hacienda Miramar es un barrio perteneciente al distrito Este de la ciudad andaluza de Málaga, España. Según la delimitación oficial del ayuntamiento, limita al norte y al oeste con el barrio de El Mayorazgo; al este, con el barrio de Hacienda Clavero; y al sur, con los barrios de Clavero y Miramar.

## Transporte
En autobús, queda conectado mediante las siguientes líneas de la EMT: 
| Línea | Trayecto                       | Recorrido | Frecuencia    |
| ----- | ------------------------------ | --------- | ------------- |
| C3    | Parque Clavero                 | Recorrido | 15 minutos    |
| 32    | Alameda Principal - El Limonar | Recorrido | 16-18 minutos |